# 2004年中国大陆矿难列表
本条目旨在列举发生在2004年中国大陆的较重大矿难。据中国大陆官方统计，2004年中国大陆煤矿矿难共造成6027人死亡。

## 2月
- 2月11日11时35分，贵州六盘水市钟山区汪家寨镇尹家地煤矿井下发生瓦斯爆炸事故，当时井下有40人作业，8人安全出井，7人轻伤，25人死亡。
- 2月23日6时10分，黑龙江鸡西市梨树区鸡西煤业公司百兴煤矿井下发生瓦斯爆炸，截止*2月27日14时50分，黑龙江鸡西"2.23"特大瓦斯爆炸事故剩余4名遇难矿工全部找到。此次事故共造成37人死亡。

## 3月
- 3月1日23时20分，山西晋中市介休市连福镇金山坡煤矿井下发生一起瓦斯爆炸事故，28人死亡（初步原因为井下突然停电，没有撤人，送电没有检测瓦斯造成事故）。
- 3月12日8时17分，贵州毕节地区毕节县杨家湾镇华祥煤矿发生瓦斯爆炸，当时井下有15人作业，14人死亡，1人生还。

## 4月
- 4月30日7时40分，山西临汾地区隰县梁家河煤矿发生瓦斯爆炸事故，当时井下有49人作业，目前，已有36人死亡，13人受伤。
- 4月30日10时0分，内蒙乌海市海南区鑫源煤矿发生透水事故，当时井下有32人作业，其中，17人安全升井，还有15人下落不明。截至5月27日，确认15人死亡。

## 5月
- 5月13日23时23分，黑龙江七台河市新兴区七台河（精煤）集团新兴煤矿二区二采发生瓦斯爆炸事故，当时井下有50人作业，其中，38人生还，12人遇难。
- 5月18日18时20分，山西省吕梁地区交口县双池镇蔡家沟煤矿井下发生爆炸事故，截止5月19日14时左右，当时在井下作业的34人中，有1人生还，20人死亡，还有13人被困井下。

## 6月
- 6月3日，河北省邯郸市邯郸县康庄乡鸿达煤矿发生瓦斯燃烧事故，当时报告1人死亡，2人重伤，21人轻伤。后接到举报，经河北煤矿监察局调查核实，该事故共造成14人死亡。
- 6月6日12时40分，北京市京煤集团大安山煤矿920水平西一后槽采区东四石门一煤巷发生巷道坍塌，截止6月10日]]，10名被困矿工的尸体被找到。
- 6月9日10时0分，贵州六盘水市六枝特区落别乡永六煤矿发生瓦斯爆炸事故，当时井下有13人作业，有3人脱险，找到10名遇难者。
- 6月10日2时40分，吉林万宝煤矿红旗二井（国有地方）井下电缆放炮引起火灾，造成11人死亡，3人受伤。
- 6月15日16时50分左右，陕西省黄陵矿业公司一号煤矿300工作面回风巷发生瓦斯爆炸，当时井下有85人作业。事故发生后，救护队及时下井抢救，造成23人（其中2名救护队员）死亡。

## 7月
- 7月19日20时30分，山西朔州市怀仁县芦子沟煤矿井下发生一起瓦斯爆炸事故，造成12人死亡。
- 7月26日17时10分，湖南娄底市涟源市安平镇银广石煤矿（因安全整治不合格，未核发新证），发生一起煤与瓦斯突出事故。当班36人下井，20人生还，16人死亡。

## 8月
- 8月6日10时0分，山西运城地区河津市小弯沟煤矿，井下发生瓦斯爆炸事故，经核实当时井下121人，其中95人安全出井，5人获救，10人死亡，11人下落不明。在抢救过程中又发生二次爆炸，井下有49人（救护队员28人，矿工21人），有22名救护队员轻伤。

## 9月
- 9月4日16时0分，贵州毕节地区金沙县城关镇安得胜煤矿井下发生一起瓦斯爆炸事故，造成1人死亡，1人重伤，1人轻伤，9人下落不明。截止9月17日17时，共造成11人死亡。
- 9月5日7时20分，贵州毕节地区赫章县妈姑镇六合煤矿发生一起透水事故，造成10人死亡。
- 9月9日13时40分，云南曲靖市富源县竹园镇团结煤矿（乡镇有证）井下采煤工作面发生一起顶板事故，8死亡，2人下落不明。截止到9月13日]]21:28分遇难者全部找到，共10人死亡，1人受伤。

## 10月
- 10月22日9时10分，贵州黔西南州贞丰县挽澜联营煤矿发生一起瓦斯爆炸事故，当时井下有18人作业，造成15人死亡，3人受伤。

## 11月
- 11月5日3时10分，山西朔州市平鲁区石崖湾煤矿301盘区掘进工作面发生瓦斯爆炸事故，造成16人死亡。
- 11月11日12时0分，河南平顶山市鲁山县新生煤矿南店报废井区发生瓦斯爆炸事故，造成33人死亡，2人重伤，4人受伤。
- 11月13日12时10分，四川成都市彭州市白鹿镇宏盛煤矿发生瓦斯爆炸事故。当时井下有63人作业，经抢救有44人获救，其中有11人受伤。19人死亡，
- 11月20日，河北邢台市沙河市白塔镇章村李生文联办一矿因操作不当，发生火灾，因违法超层越界开采，火灾迅速蔓延到附近的4家铁矿，造成70人死亡。
- 11月23日10时0分，山西太原市万柏林区王封乡王封村红花沟煤矿，井下发生瓦斯爆炸事故，造成12人死亡。
- 11月28日7时10分，陕西铜川矿务局陈家山煤矿发生瓦斯爆炸事故，当时井下有293人作业，目前127人升井，其中41人受伤（5人重伤），166人死亡。见陕西陈家山矿难

## 12月
- 12月1日1时30分，贵州六盘水市盘县特区淤泥乡说么备煤矿发生一起瓦斯爆炸事故，井下有49人，33人安全升井，其中4人受伤。截止到12月2日8时30分，16名遇难者全部找到。
- 12月9日12时20分，山西阳泉市盂县南娄镇大贤三坑，发生瓦斯爆炸事故，当班71人，38人自行出坑，33人遇难。
- 12月12日12时30分左右，贵州省铜仁地区思南县天池煤矿井下发生透水事故，当班井下81人，事故发生后45人逃生，36人被困井下。截止2005年1月12日17时30分，已发现23名遇难者。
- 12月17日17时左右，山西省左云县红窑沟煤矿11号层工作面冒顶，火花引燃坑木和井下运输皮带，随后引燃煤层。事故发生后，矿主并未组织救援，而是将井口封上，数月之后才打开井口转移尸体，事故死亡人数不明。
- 12月22日15时50分，山西临汾地区临汾市乡宁县南午沟煤矿8人下井进行密闭工作，未按时升井，后又派6名管理人员下井查看也未升井，后又派3人下井，发现发生有害气体窒息事故，经抢救，造成13人死亡，1人受伤。